# Friesach
Friesach is een gemeente in de Oostenrijkse deelstaat Karinthië, gelegen in het district Sankt Veit an der Glan (SV). De gemeente heeft ongeveer 5500 inwoners.

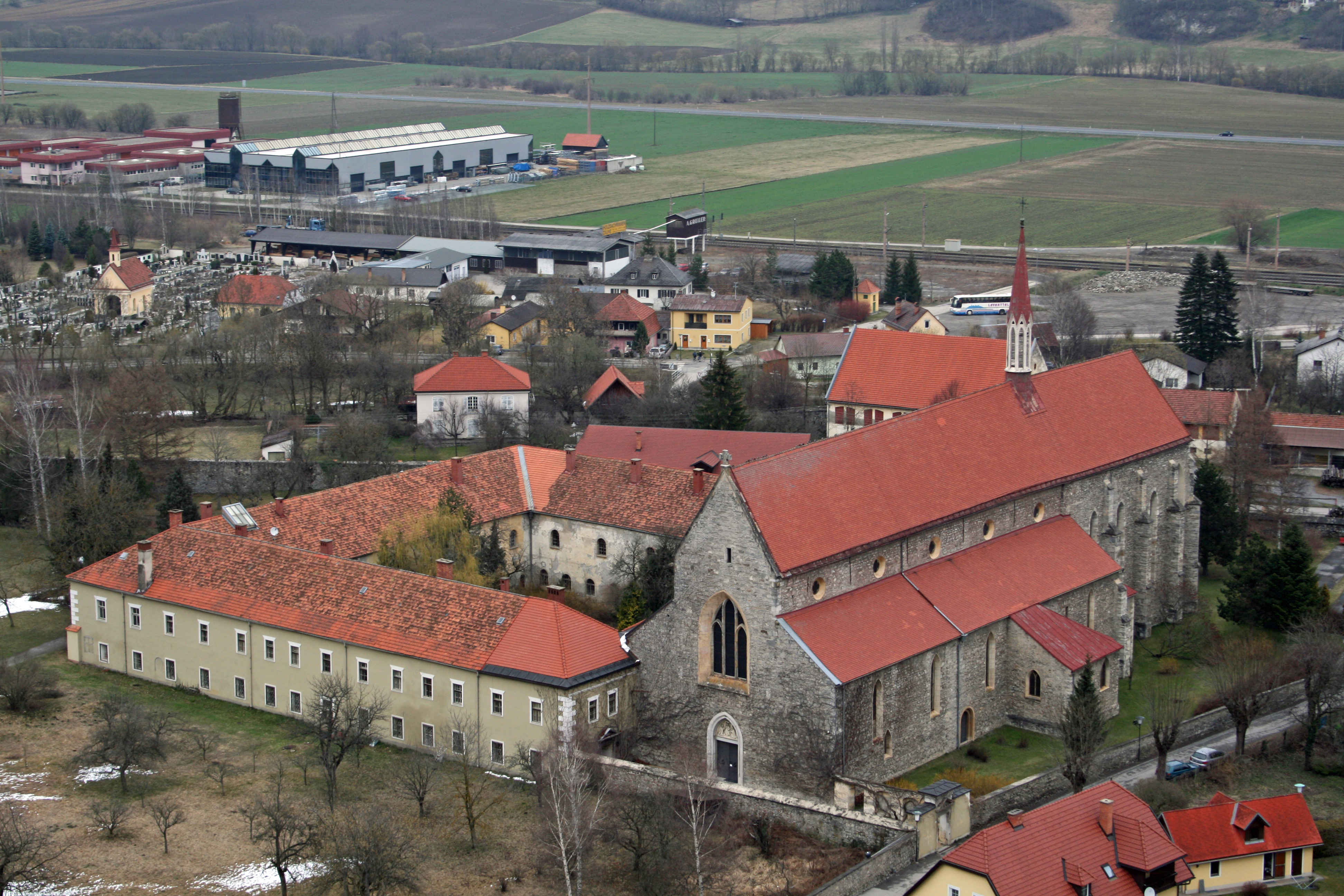
Friesach

## Geografie
Friesach heeft een oppervlakte van 120,83 km². Het ligt in het zuiden van het land.

## Geboren
- Jürgen Säumel (8 september 1984), voetballer
- Andreas Gabalier (21 november 1984), zanger

Althofen · Brückl · Deutsch-Griffen · Eberstein · Frauenstein · Friesach · Glödnitz · Gurk · Guttaring · Hüttenberg · Kappel am Krappfeld · Klein Sankt Paul · Liebenfels · Metnitz · Micheldorf · Mölbling · Sankt Georgen am Längsee · Sankt Veit an der Glan · Straßburg · Weitensfeld im Gurktal
- Bibliothèque nationale de France: cb136203852 (data)
- Gemeinsame Normdatei: 4136961-0
- Library of Congress Control Number: n79029648
- MusicBrainz: 84f6df28-18a1-4fe9-8030-1ff188a7054e
- Nationale Bibliotheek van Tsjechië: ge197572
- Nationale Bibliotheek van Israël: 987007559670705171
- Virtual International Authority File: 132609301
- WorldCat: E39PBJyxmBkVRkqkJqTVRYT8md